# Гнідава (станція)
Гнідава — проміжна залізнична станція Рівненської дирекції Львівської залізниці
Розташована на південній околиці Луцька Луцького району Волинської області на лінії Підзамче — Ківерці між станціями Луцьк (10 км) та Несвіч-Волинський (17 км).
Станція виникла 1925 року при будівництві залізниці Луцьк — Підзамче.
Зупиняються лише приміські потяги. Приміське сполучення представлене двома парами дизель-поїздів та одним рейковим автобусом.